# Mordella h-fasciata
Mordella h-fasciata es una especie de coleóptero de la familia Mordellidae.

## Distribución geográfica
Habita en Australia.